# Norman (Lied)
Norman ist ein Country-Song, der gesungen von der US-amerikanischen Sängerin Sue Thompson 1962 Platz drei in den Billboard Hot 100 erreichte.

## Das Original
Der amerikanische Popmusiker, Komponist und Textautor John D. Loudermilk (1934–2016), der bereits mit seinem Werk Waterloo, gesungen von Stonewall Jackson einen Millionenerfolg in den USA erreicht hatte, begann ab 1961 Titel für die Pop- und Country-Sängerin Sue Thompson (* 1926) zu schreiben.
Nachdem der Song Sad Movies (Make Me Cry) Thompsons erster Top-10-Erfolg wurde (Platz 5 bei Billboard), schrieb Loudermilk im gleichen Jahr den Titel Norman, für den er sowohl den Text als auch die Musik lieferte. In diesem 2:15 Minuten langen Stück wird von der Geliebten eines gewissen Norman berichtet, die nacheinander Jimmy, Bill und Joe abblitzen lässt, weil nur Norman ihre einzige Liebe ist: „Norman is my only love.“ Die Rechte an diesem Titel wurde vom Acuff-Rose Verlag erworben, bei dem Loudermilk unter Vertrag stand. Mit Sue Thompson als Sängerin produziert und veröffentlicht wurde Norman von der verlagseigenen Plattenfirma Hickory Records im Oktober 1961 unter der Katalog-Nummer 1159 mit der B-Seite Never Love Again auf den Markt gebracht. Die mit geringem Aufwand produzierte Aufnahme, die sich ganz auf die markante Stimme Thompsons, begleitet von Blasinstrumenten, konzentriert, gelangte mit Rang 94 am 4. Dezember 1961 erstmals in die Hot 100 bei Billboard. Am 10. Februar 1962 erreichte der Titel mit Rang drei seine beste Platzierung, insgesamt konnte er sich 16 Wochen in den Hot 100 behaupten.
In Europa hatte Sue Thompson mit dem Song wenig Erfolg. In Großbritannien konnte sich das ebenfalls von Hickory veröffentlichte Original in den Bestenlisten überhaupt nicht platzieren. In Deutschland wurde die Sue-Thompson-Version von der niederländischen Plattenfirma Fuckler unter der Katalog-Nummer 45059 vertrieben. Am 14. Juli 1962 wurde der Titel erstmals in den Top 50 des Musikmarktes notiert, erreichte mit Platz 27 die beste Notierung und wurde zehn Wochen lang gelistet.

## Coverversionen
Wesentlich größeren Erfolg als das Original hatte in Großbritannien die Version mit der britischen Sängerin Carol Deene. Von der Plattenfirma HMV unter POP973 veröffentlicht, kam am 2. Februar 1962 Deenes Norman-Version mit Platz 37 erstmals in die britischen Bestenlisten. Dort konnte sie sich fünf Wochen halten und erreichte mit Rang 24 die beste Position.
In Deutschland war es zu dieser Zeit üblich, englischsprachige Erfolgstitel in deutschen Versionen auf den Markt zu bringen. Im April 1962 veröffentlichte die Plattenfirma Electrola mit der deutschen Sängerin Dany Mann Norman unter Nr. 22082 mit einem deutschen Text des Autors Ralph Maria Siegel. Im Unterschied zum englischen Text geht es bei Siegel ausschließlich um die Vorzüge von Norman: „Norman ist ein Kavalier und außerdem so angenehm …“ Wie das Original konnte sich der deutschsprachige Titel ebenfalls bis Platz 27 bei Musikmarkt positionieren.